# Sumber Pinang (Mlandingan)
Sumber Pinang is een bestuurslaag in het regentschap Situbondo van de provincie Oost-Java, Indonesië. Sumber Pinang telt 2896 inwoners (volkstelling 2010).